# Brühwürfel

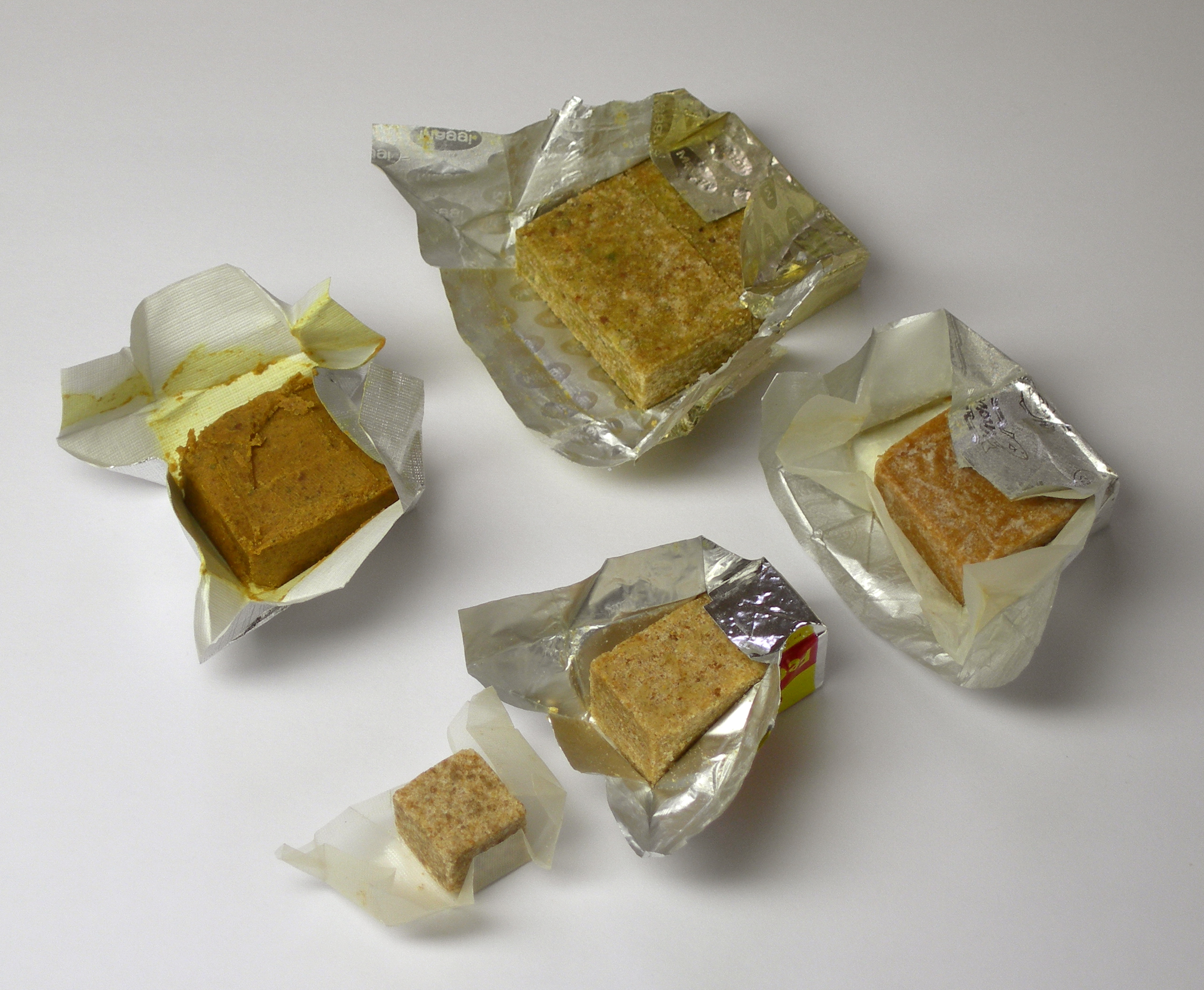
Verschiedene Brühwürfel.
Von oben gegen den Uhrzeigersinn:
Einfache Brühwürfel (Maggi)
Fette Brühe (Maggi)
Fischbrühwürfel (Knorr, Spanien)
Klare Fleischsuppe (Maggi)
Gemüsebrühe (Rapunzel, biologischer Anbau)

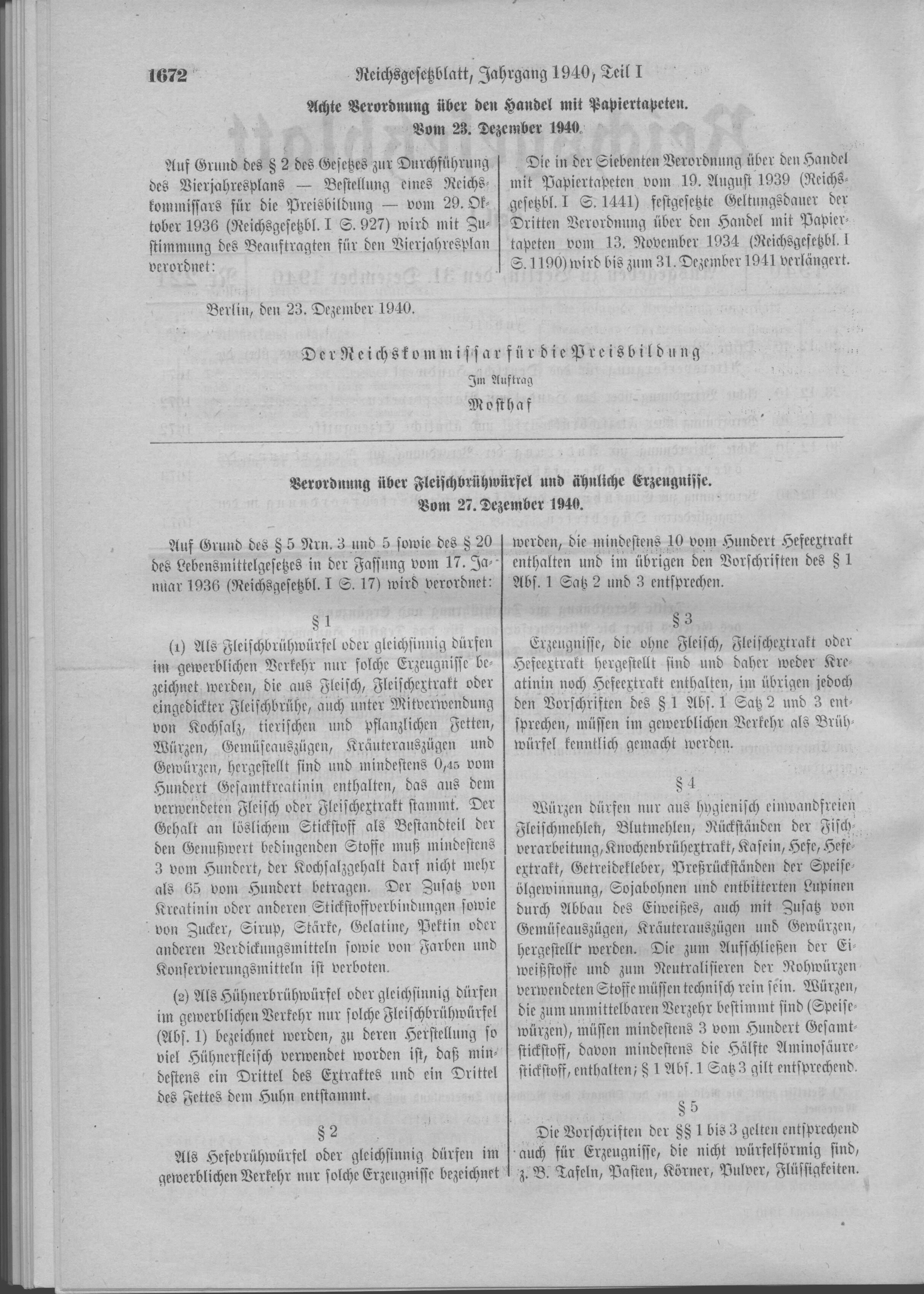
Verordnung über Fleischbrühwürfel und ähnliche Erzeugnisse vom 27. Dezember 1940 (Deutsches Reich)

Brühwürfel (in Deutschland, Suppenwürfel in Deutschland und Österreich, Bouillonwürfel in der Schweiz und Westdeutschland, auch als Maggiwürfel bekannt) sind eine quaderförmig gepresste Mischung, zumeist aus Salz, getrockneter Würze, Geschmacksverstärker oder Hefeextrakt und Zuckerarten, die mit Fett, meist gehärtetem Pflanzenöl, gebunden ist. Je nach Sorte und Marke können weitere Stoffe wie Karamell, Sellerieextrakt, Gewürze, Kräuter, Fleischextrakt und Gemüse enthalten sein. Werden sie in heißem Wasser aufgelöst, entsteht eine Brühe. Sie dienen als praktischer und preisgünstiger Ersatz für Fleisch- oder Gemüsebrühe.
Die von Liebig’s Extract of Meat Company (LEMCO) in den 1880er Jahren erfundenen Brühwürfel bestanden noch aus Liebigs Fleischextrakt, Rindertalg und pflanzlichen Würzstoffen. Maggi bot 1909 erstmals Brühwürfel an, die statt Fleischextrakt Würze aus denaturiertem Pflanzeneiweiß enthielten. Diese Würze hat einen an Fleisch erinnernden Geschmack und kostet weniger als Fleischextrakt, sodass sich „Maggi-Würfel“ und vergleichbare Produkte von Knorr und anderen gegenüber den „Liebig-Würfeln“ durchsetzen konnten und fast ausschließlich noch angeboten werden.
Brühwürfel enthalten in der Regel kein Fleisch. Einfache Brühwürfel und fette Brühe unterscheiden sich im Wesentlichen nur durch ihren Gehalt an Pflanzenöl. Gemüsebrühwürfel enthalten zusätzlich geringe Mengen getrocknetes Gemüse. Lediglich Fleischbrühwürfel enthalten gemäß EU-Beurteilungskriterien mindestens 670 mg Fleischextrakt pro Liter. Fischbrühwürfel enthalten entsprechend Fischextrakt.
Der Hauptbestandteil, die Speisewürze, wird hergestellt, indem fettarme eiweißhaltige pflanzliche Rohstoffe wie Sojaprotein oder Maiskleber oder „tierische Nebenprodukte“ (gemäß Verordnung (EG) Nr. 1774/2002), also Schlachtabfälle, durch Kochen in verdünnter Salzsäure aufgelöst (hydrolysiert) werden. Überschüssige Salzsäure im Proteinhydrolysat wird bei der nachfolgenden Neutralisation mit Natronlauge oder Soda zu Natriumchlorid umgesetzt, daraus resultiert der hohe Kochsalzgehalt. Produkte mit geringerem Salzgehalt wurden durch enzymatischen Aufschluss eiweißhaltiger Stoffe gewonnen.
Bio-Brühwürfel dürfen nach der EU-Öko-Verordnung keine Geschmacksverstärker enthalten. Dies betrifft jedoch nur deren isolierte Hinzufügung. Tatsächlich enthalten Bio-Brühwürfel in der Regel durch die Zugabe von Hefeextrakt vergleichbare Mengen von freiem Mononatriumglutamat wie konventionell hergestellte, es muss als Bestandteil des Hefeextrakts nicht als Geschmacksverstärker deklariert werden. Ebenfalls glutamathaltig können Zutaten wie Würze oder Aroma sein, insbesondere wenn auf Mais, Weizen oder Soja hingewiesen wird.
Gekörnte Brühe entspricht in ihrer Zusammensetzung etwa den Brühwürfeln, die Zutaten werden jedoch getrocknet und nicht verpresst, wodurch sie schneller löslich ist.
In Würfelform gibt es in Deutschland und Österreich auch Bratensaft und in Österreich Gulaschsaft.